# Stambha

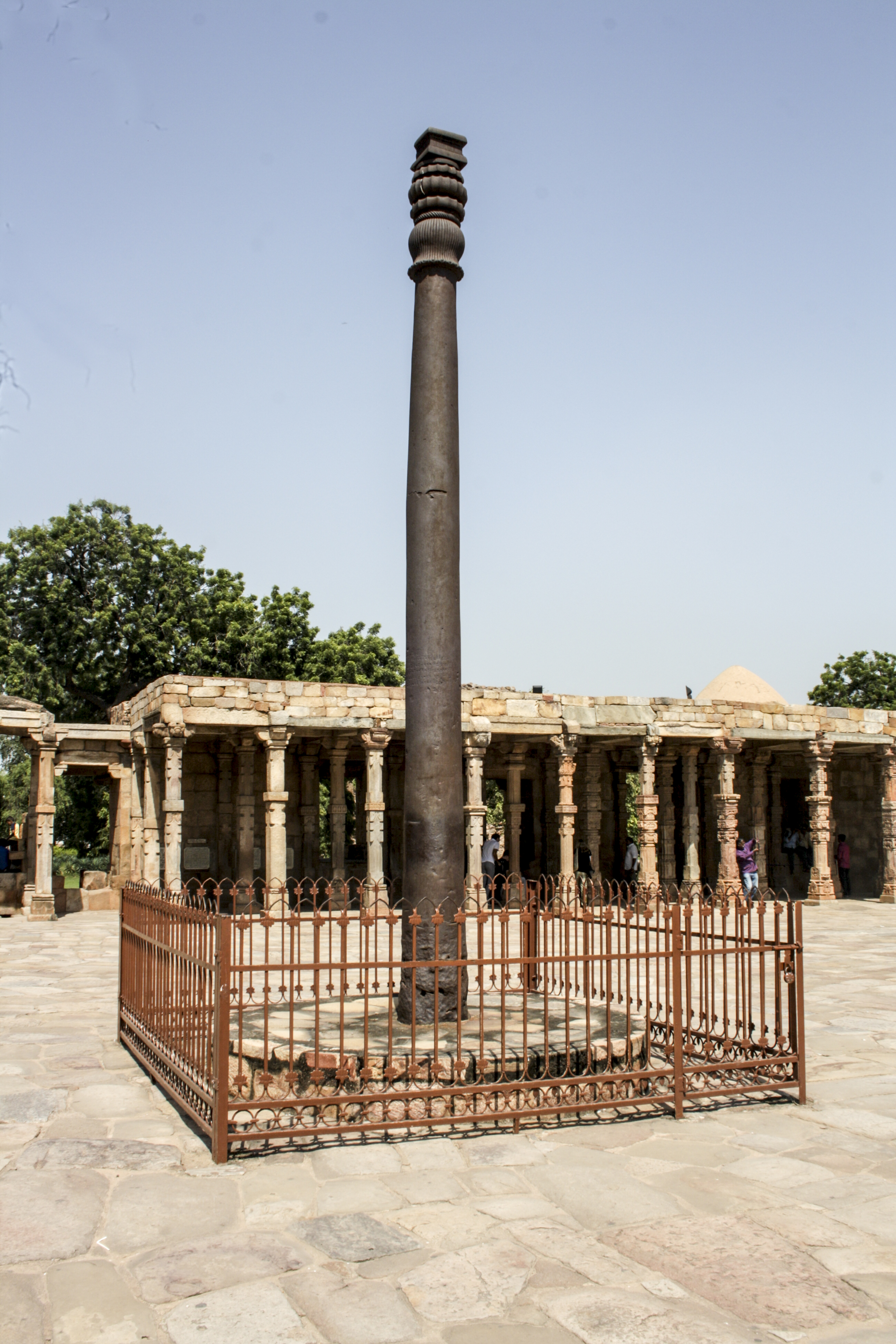
Stambha de ferro al complex de Qubt, a Delhi.

Les stambhes (literalment, torre) són columnes o pilars exempts que es troben repartits per gran part del territori indi i que tenen una connotació transcendental. Segons la mitologia hindú i jainista, aquests pilars connecten cel i terra. A l'Atharvana Veda, per exemple, es fa referència a aquest tipus de monuments, en l'antiguitat, àmpliament difosos en context indi.

## Orígens
L'arrel de la paraula és "st", que significa "concentració", fet que determina la seva funció. Com el seu nom indica, aquests pilars funcionen com a punt de concentració de les energies universals, un focus, una espècie de parallamps còsmic. Les stambhes eren blocs monolits que podien arribar, o fins i tot superar, els 9 metres d'alçada. Eren exempts, és a dir, que no formaven part de cap arquitectura, i s'erigien directament sobre el terra. Podien ser construïts de diferents materials com la pedra, la pedra arenisca o el ferro inoxidable. Aquestes es van construir al llarg de l'antiguitat índia: al període vèdic (des del segon mil·lenni a.C fins al segle VIè a.C) ja es van erigir pilars exempts de pedra anomenats yupa, i malgrat es van popularitzar durant l'Imperi Maurya, en conservem d'èpoques posteriors com la dinastia Gupta. De fet, no sempre es construïen de nou sinó que en ocasions es reutilitzaven de construccions anteriors. Malgrat al llarg del temps la seva funció i connotació es va veure lleugerment modificada, totes comparteixen la necessitat d'un emplaçament especial per tal d'acomplir la seva funció. Com hem dit, funcionaven com a punt de fusió d'energines universals, també d'unió entre cel i terra, fins i tot com a axis mundi (no de forma geogràfica sinó de manera simbòlica) i per tant, requerien d'una ubicació concreta, un lloc concorregut, cèntric, significatiu, és per això que sovint es col·locaven en llocs claus, camins, portes d'entrada a les ciutats etc.
Si bé al període vèdic eren pilars senzills d'una sola peça per a dur a terme sacrificis animals que aportarien prosperitat, durant l'imperi Maurya van patir un notable canvi simbòlic i estilístic. El tercer sobirà de l'imperi, Aixoka, va ser un gran mecenes d'art budista, concretament, va fer erigir múltiples monuments amb l'objectiu de promoure els seus edictes, les stambhes una d'elles. D'aquesta manera, el sobirà pren la idea de pilar vertical exempt i li atorga una connotació budista alhora que promou innovacions estilístiques. Les seves stambhes, altrament anomenades pilars d'Aixoka, es constituïen amb un fust llis de pedra, estrictament gres, que començava amb certa amplitud a la base i a mesura que s'alçava s'anava fent més estret i, a la part superior, un capitell fromat per un altre bloc de pedra diferent. En nombroses ocasions aquest capitell estava format per una base de flor de lotus que suportava una plataforma on hi apareixia un o, fins i tot, un grup escultòric d'animals. El bloc que conformava al capitell s'unia al fust a través d'una llarga clavilla metàl·lica i el fust es decorava amb inscripcions propagandístiques dels seus edictes. Per tant, en aquesta època abandonen la funcionalitat de sacrifici i es converteixen en construccions plenament artístiques amb la mateixa necessitat de localització, llocs estratègics per arribar al màxim de gent possible.
Malgrat en aquest període les stambhes adopten aquesta funcionalitat i estètica també es van usar posteriorment amb altres finalitats i materials ben diferents, per exemple com a símbol commemoratiu d'una victòria bèl·lica o de culte a una divinitat. Per acabar, cal destacar que també trobem stambhes al territori acutal del Nepal, per exemple les stambhes reials dels darbar de Kathmandu, Bhaktapur i Lalitpur.

## Exemples cèlebres

### Capitell de Sarnath

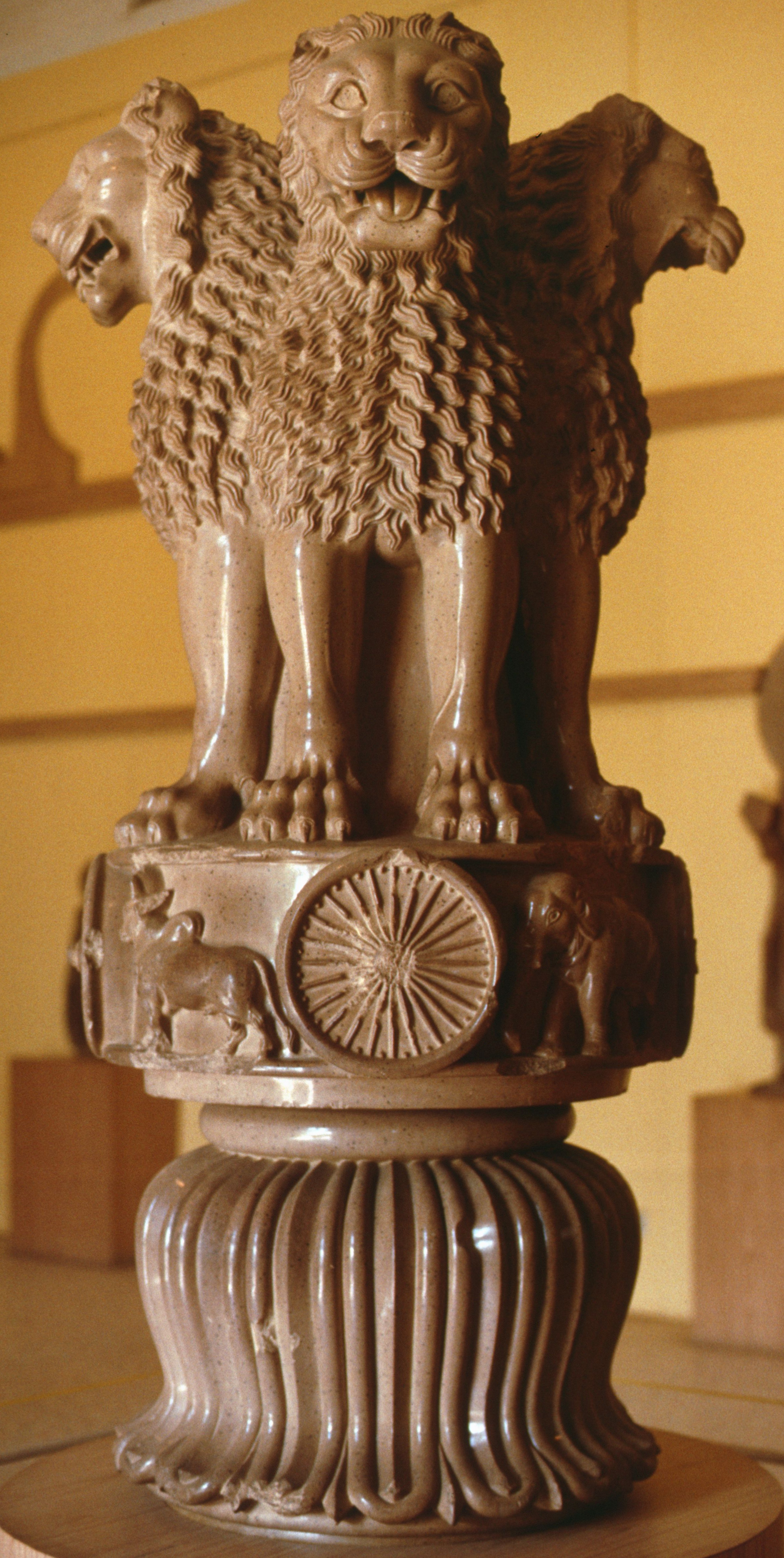
Capitell de Sarnath, Museu Arqueològic de Sarnath.

Altrament anomenat Capitell d'Ashoka o Capitell dels Lleons, és el capitell d'una de les stambhes construïdes per Aixoka que, arrel de la seva importància i gran elaboració, s'ha convertit en un emblema no només maurya sinó també budista. Construït a base de gres i amb un capitell escultòric format a partir d'una altra peça. Es tracta d'un grup escultòric de 4 lleons en una base de flor de lotus. Funcionava com a obra de propaganda dels edictes del mateix sobirà. Aquests pilars van cridar l'atenció de molts visitants i viatgers.

### Stambha d'Heliodorus
Article principal: Columna d'Heliodorus

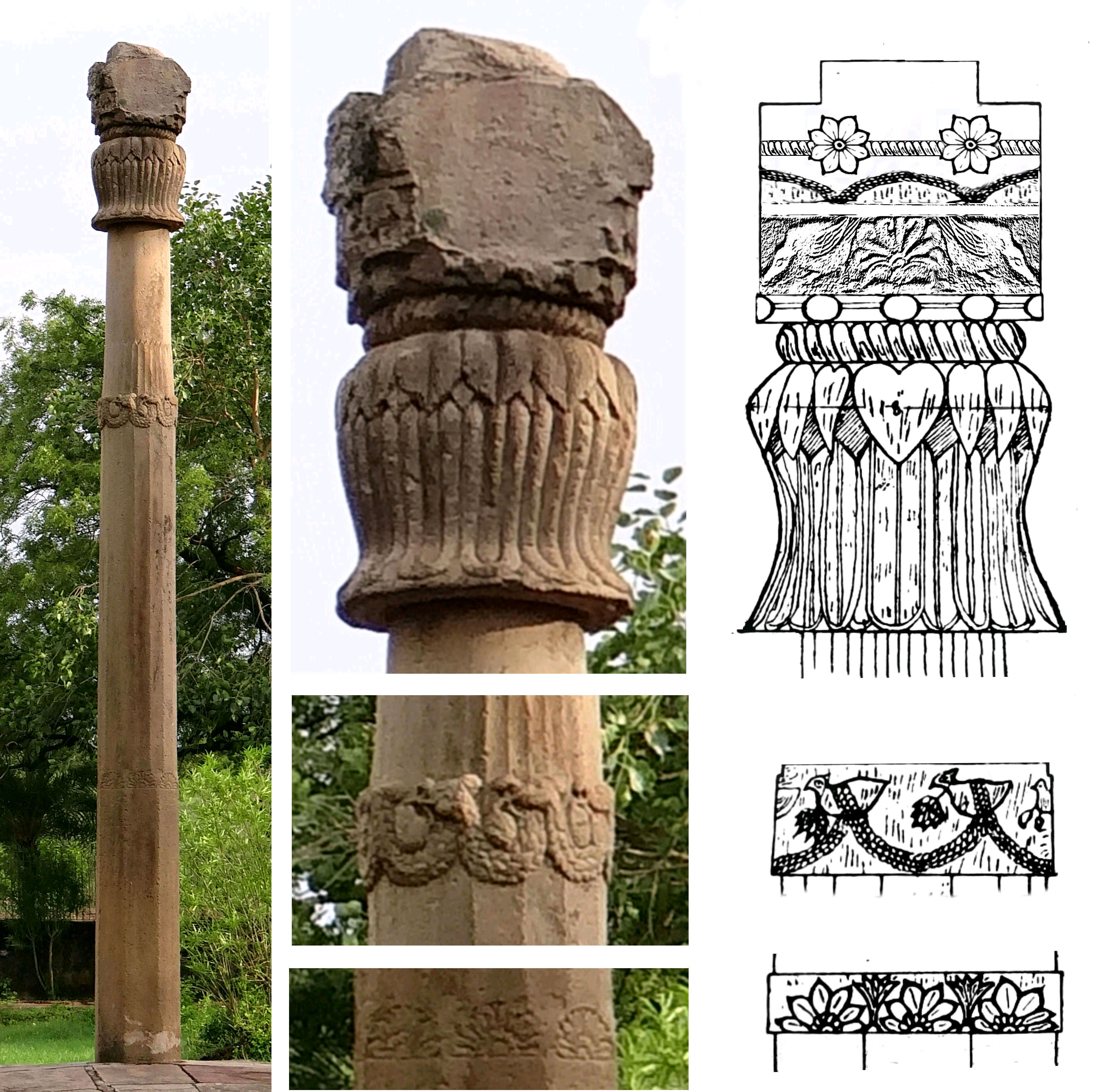
Stambha d'Heliodorus en detall.

Aquest pilar va ser erigit l'any 113 a.C per Heliodorus (ambaixador del rei indogrec Antialcidas). També s'anomena Pilar o Stambha de Garuda perquè està constituïda en honor de Visnu, el qual el seu símbol és garuda, l'ocell mitològic. Aquesta stambha també incloïa un capitell a part, possiblement una escultura d'un garuda, tot i que actualment no es conserva, també sustentada per una flor de lotus. Per altra banda, destaquen les inscripcions on s'informa de qui va encarregar l'obra i com arribar a la inmortalitat que condueix al Cel.

### Stambha de Bhitari
Article principal: Stambha de Bhitari

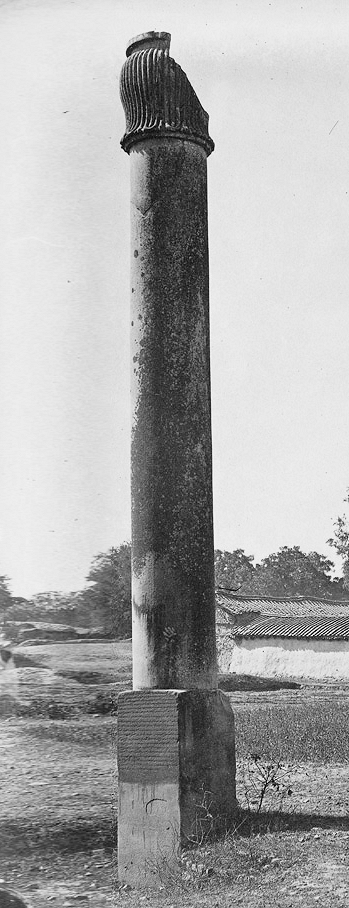
Stambha de Bhitari amb les inscripcions a la base.

Aquesta es va trobar a Bhitari i és d'època Gupta. Destaca per funcionar com a mostra de victòria bèl·lica, concretament, la va fer erigir l'emperador Skandagupta per commemorar la victòria sobre els shvetahuna. Aquesta stambha gaudia d'inscripcions que describien els horrors i la crueltat de la batalla. També opta pel capitell en forma de flor de lotus i, les inscripcions, es troben a la base, a la part inferior.

### Stambha de ferro del complex de Qutb
Altrament anomenada Pilar de ferro de Delhi, és una stambha del segle IV - V, durant el regnat de Chandragupta II (també de la dinastia Gupta). Destaca per la seva innovació de material a l'hora d'usar el ferro, fet que el converteix en un testimoni de la siderúrgia de l'època i un clar exemple de monument intacte, no oxidat. Es troba al complex de Qutb, a la ciutat de Delhi. Al fust hi apareix una inscripció en sànscrit on s'explica l'emplaçament original de la stambha, un temple dedicat a Visnu, situat dalt d'un turó i construit per ordre d'un rei anomenat Candra. (Veure imatge a l'explicació inicial).